# Litauische Badmintonmeisterschaft 2011
Die Litauische Badmintonmeisterschaft 2011 fand vom 5. bis zum 6. Februar 2011 in Kaunas statt. Es war die 49. Austragung der nationalen Titelkämpfe von Litauen im Badminton.

## Medaillengewinner
| Disziplin    | Gold                                      | Silber                              | Bronze                                 |
| ------------ | ----------------------------------------- | ----------------------------------- | -------------------------------------- |
| Herreneinzel | Kęstutis Navickas                         | Povilas Bartušis                    | Ramūnas Stapušaitis                    |
| Dameneinzel  | Akvilė Stapušaitytė                       | Kristina Dovidaitytė                | Gerda Voitechovskaja                   |
| Herrendoppel | Kęstutis Navickas Edgaras Slušnys         | Alan Plavin Povilas Bartušis        | Sergej Leonovič Ramūnas Stapušaitis    |
| Damendoppel  | Gerda Voitechovskaja Kristina Dovidaitytė | Oksana Jaciuk Lina Būraitė          | Indrė Starevičiūtė Akvilė Stapušaitytė |
| Mixed        | Ramūnas Stapušaitis Akvilė Stapušaitytė   | Povilas Bartušis Indrė Starevičiūtė | Tomas Dovydaitis Kristina Dovidaitytė  |